# مالكوم بيني
مالكوم بيني (بالإنجليزية: Malcolm Penny)‏ هو عالم حيوانات وعالم طيور بريطاني، ولد في القرن العشرين.

## وصلات خارجية
- مالكوم بيني على موقع IMDb (الإنجليزية)